# Vasaslätten

Vasaslätten är ett område i Hagaparken  i Solna. På platsen låg fram till 1786 Gamla Haga. Vasaslätten kallas även den Lilla pelousen. På Vasaslätten finns ett litet sommarkafé, Konditori Vasaslätten som ursprungligen uppfördes på 1880-talet som vattenkiosk.
Ursprungligen var Gamla Haga en prästgård under Solna församling. Bebyggelsen var då belägen ca 200 meter norr om Gamla Hagas nuvarande plats på den äng som vetter mot Brunnsviken och som numera kallas Vasaslätten.  Husen flyttades åren 1785-1786 och blev första bostad för Gustav III på Haga.
Området omgestaltades på 1780-talets mitt i samband med anläggandet av Hagaparken som en engelsk landskapspark genom Fredrik Magnus Piper. Vasaslätten är den del av Hagaparken som bäst representerar engelska parkens slingrande promenadvägar under höga träd. Här är det majestätiska lindar som ger skugga på sommaren. Däremellan ligger mindre gräsplaner, så kallade pelouse, franska för "gräsmatta". 
Enligt Byggnadskultur nr 2/1994 är den Lilla pelousen, d.v.s. Vasaslätten, inte helt typisk för Pipers trädgårdsarkitektur, som han planerade för Hagaparken i sin Generalplan för Haga lustpark. Det var tydligt att en starkare vilja gjort sig gällande, nämligen Gustav III:s.

## Bilder

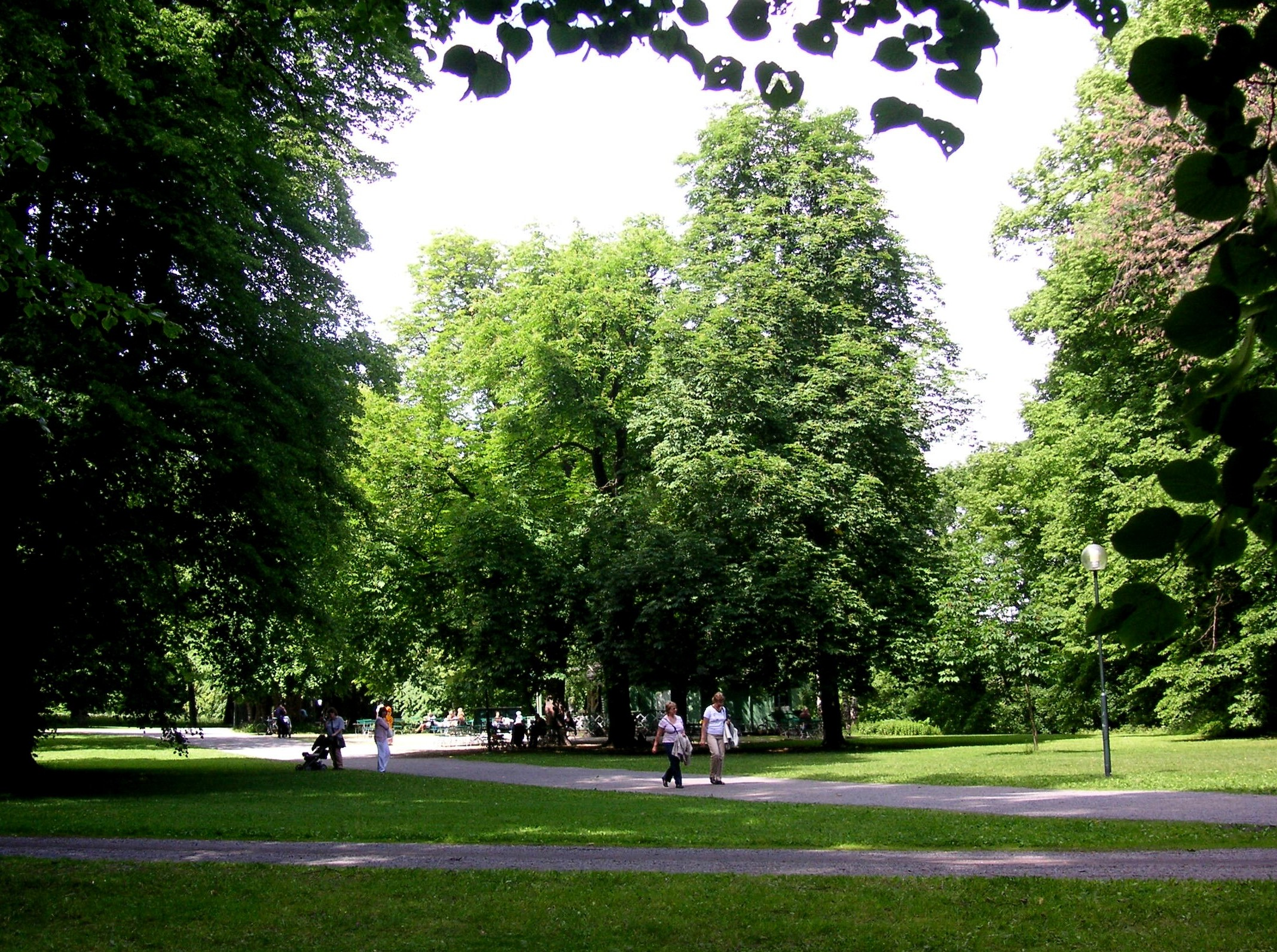
Vasaslättens lindar
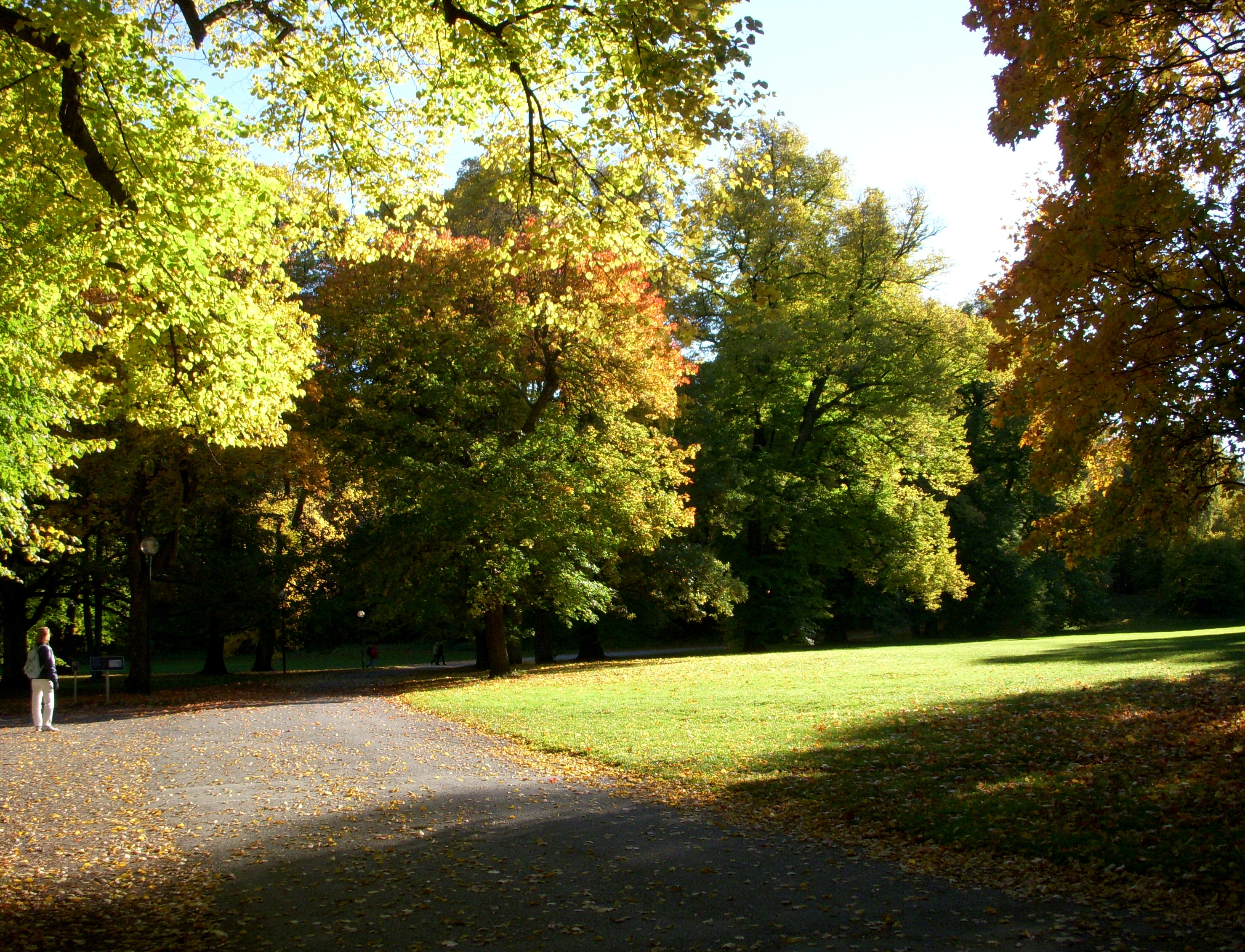
Vasaslättens "lilla Pelousen"
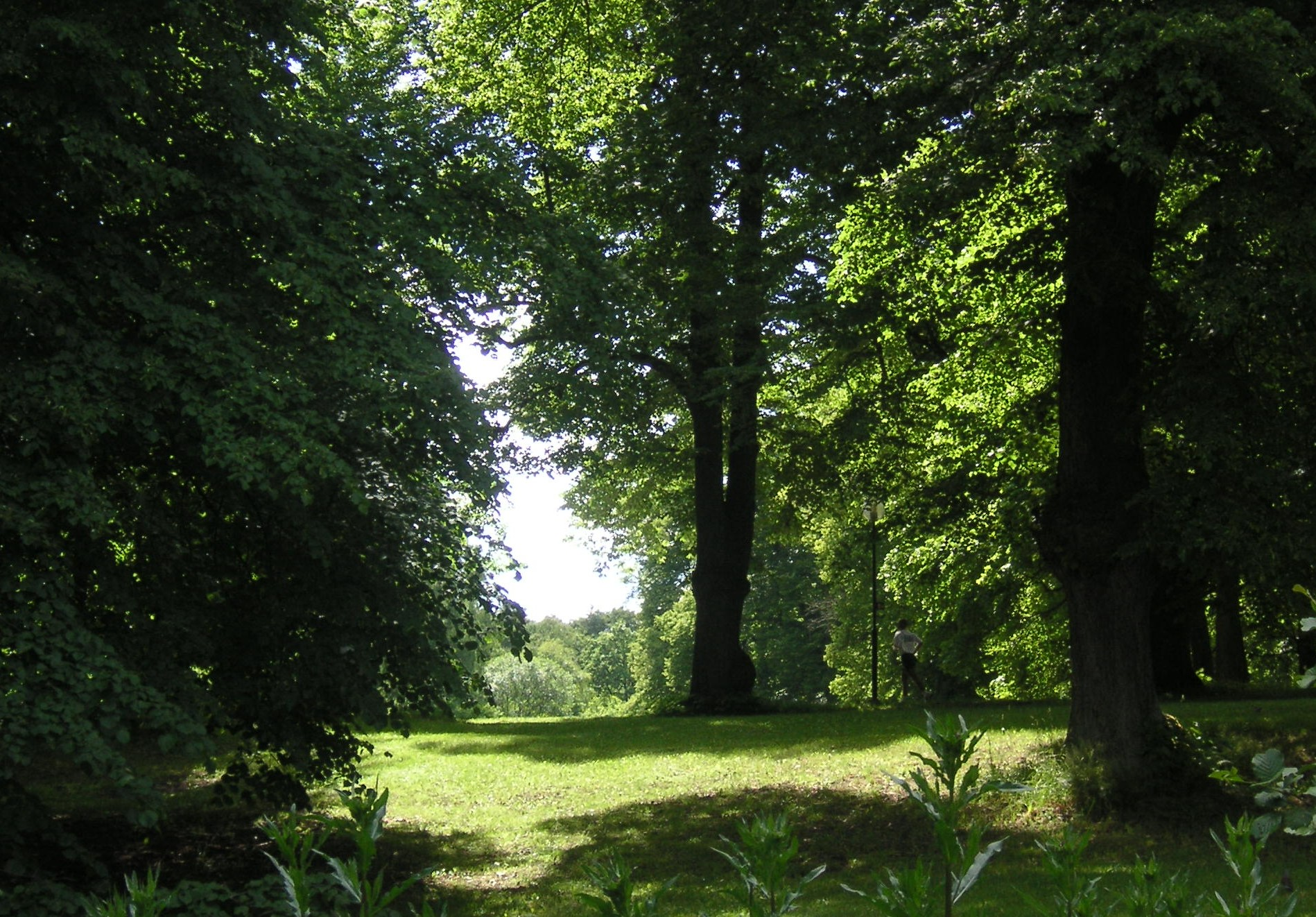
Vasaslätten vid Brunnsvikens strand
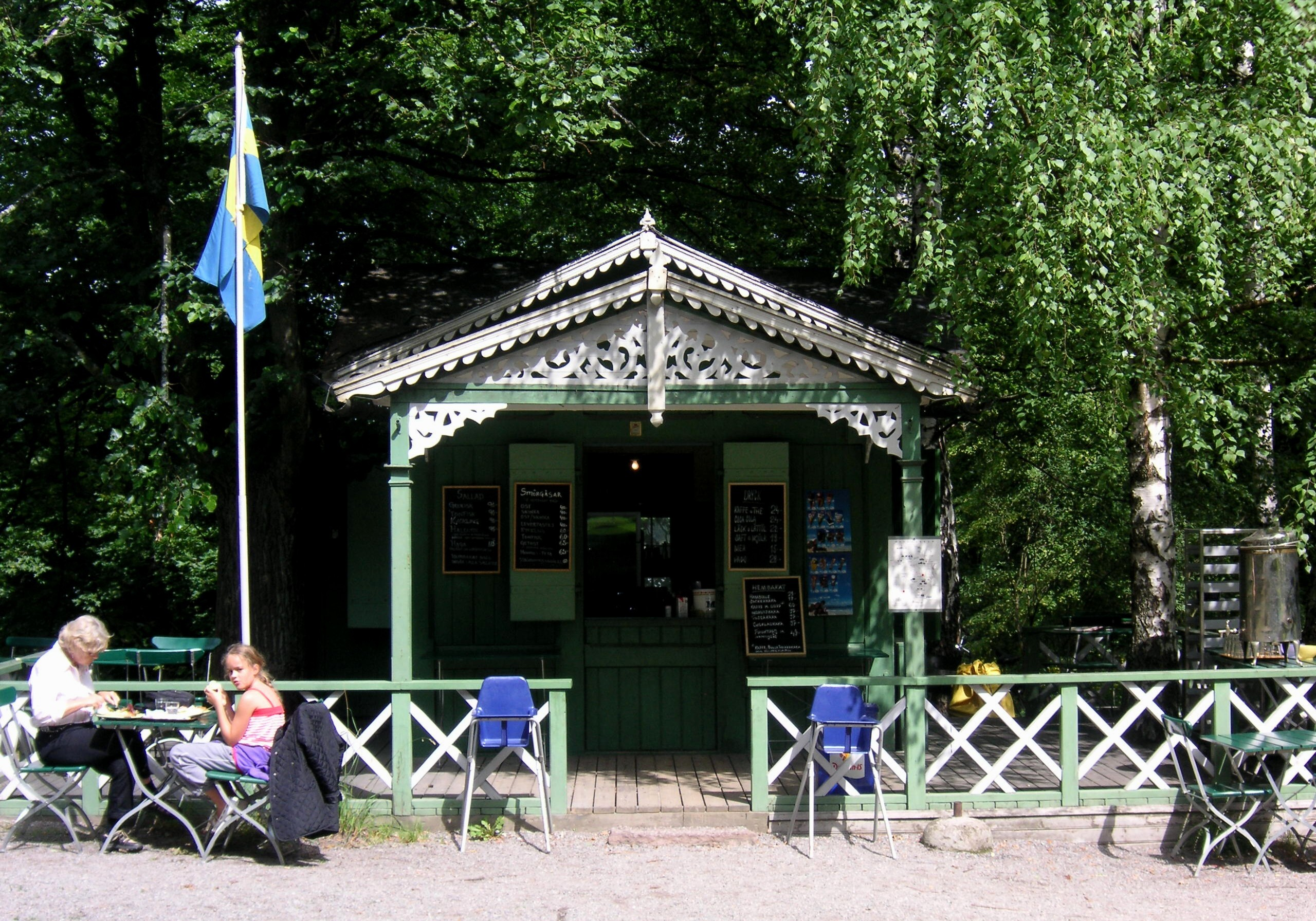
Konditori Vasaslätten